# Propylgroep
Een propylgroep is in de organische chemie een functionele groep, bestaande uit 3 koolstofatomen en 7 waterstofatomen. Het is de derde in de rij van alkylgroepen. Om de functionele groep aan te duiden worden diverse notaties gebruikt:
- –C3H7
- –CH2CH2CH3
- –(CH2)2CH3

De naam van de groep is gebaseerd op het feit dat er drie koolstofatomen in voorkomen, net als in propaan. 

## Isomerie
Er zijn 2 mogelijke isomeren van propylgroep mogelijk:
- De n-propylgroep, waarbij de 3 koolstofatomen lineair gekoppeld zijn
- De isopropylgroep (methylethyl), waarbij 2 methylgroepen aan eenzelfde koolstof gebonden zijn (i-Pr)

Daarnaast bestaat ook de cyclopropylgroep (c-propyl), waarbij de 3 koolstofatomen een ringstructuur vormen

Structuurformules van de isomere propylgroepen. Van links naar rechts: n-propyl, isopropyl en cyclopropyl.

## Voorbeelden
Enkele verbindingen met een propylgroep zijn:
- N-propylacetaat
- 2-propanol (isopropylalcohol)
- Propylamine